# Meteor (Schiff, 1914)
Die HMS Meteor war ein Zerstörer der Thornycroft M-Klasse der britischen Royal Navy, der im Ersten Weltkrieg eingesetzt wurde.  Als Unterscheidungsmerkmal eines Zerstörers der Thornycroft-Untergruppe war der mittlere Schornstein dicker und das mittlere 4 Zoll-Geschütz stand zwischen dem 2. und 3. Schornstein.
 1914 beschlagnahmte die Meteor das deutsche Lazarettschiff Ophelia.  1915 wurde der Zerstörer im Doggerbankgefecht beim Versuch, den schwer angeschlagenen Panzerkreuzer Blücher zu torpedieren, durch einen Treffer der Blücher außer Gefecht gesetzt.
1921 wurde die HMS Meteor -wie fast alle verbliebenen Zerstörer der M-Klasse- zum Abbruch verkauft.

## Baugeschichte
Im Rahmen des Marine-Haushalts 1913–14 wurden sechs Boote der Admiralty M-Klasse nach Admiralitätsplänen und drei weitere Boote  bei Yarrow, zwei bei Hawthorn Leslie und zwei bei Thornycroft nach individuellen Entwürfen dieser Hersteller bestellt.
Die am 1. Februar 1913 von der britischen Regierung bei John I. Thornycroft & Company im Stadtteil Woolston von Southampton bestellte  Meteor wurde das Typschiff der Thornycroft M-Klasse. Die Boote dieser Untergruppe hatten im Gegensatz zum Admiralitätsentwurf einen Zweiwellenantritt, wie auch die Boote der Yarrow M-Klasse. Neben der anderen Schornsteinausführung mit dem dickeren mittleren Schornstein waren die Thornycroft-Boote auch 2 Fuß länger als der Admiralitätsentwurf.

Die Meteor wurde am 8. Mai 1913 auf Kiel gelegt. Der Stapellauf erfolgte am 24. Juli 1914, die Indienststellung bei der britischen Marine am 15. September 1914.  Das gleichzeitig bestellte Schwesterboot Mastiff wurde am 12. November 1914 fertiggestellt.
1915 erhielt Thornycroft noch vier weitere Aufträge für Boote dieses Typs. Darüber hinaus baute die Werft im Rahmen der Kriegsprogramme auch sechs Boote nach dem Admiralitätsentwurf.

## Einsatz
Während des Ersten Weltkriegs übernahm sie zahlreiche Aufgaben bei der Begleitung von Konvois und im Hafenschutz.

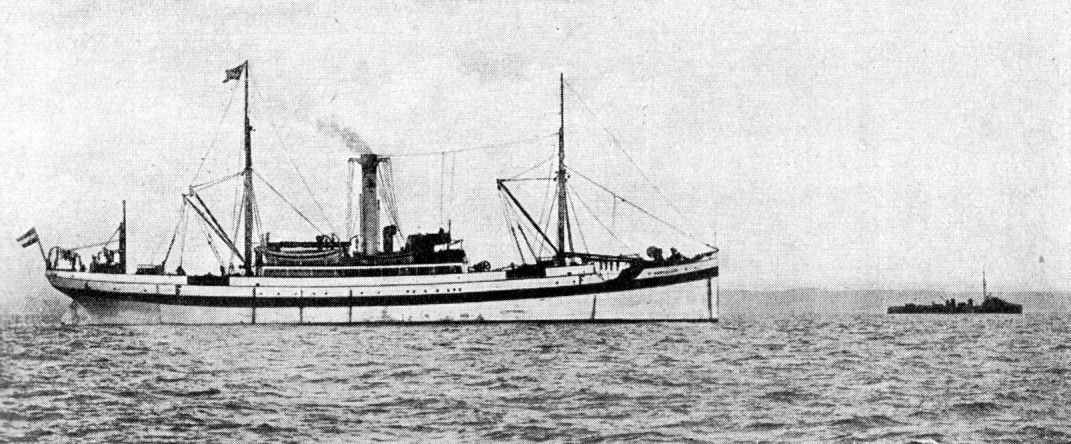
Das Lazarettschiff Ophelia

Am 17. Oktober 1914 wurde sie zur Überprüfung des deutschen Lazarettschiffs Ophelia entsandt, das nach der Versenkung der deutschen 7. Torpedoboots-Halbflottille unter Korvettenkapitän Georg Thiele vor Texel mit den Torpedobooten S 115, S 117, S 118 und S 119 als Flottillenführer zur Rettung etwaiger Überlebender ausgelaufen war. Bei der Annäherung konnte von Bord der Meteor aus beobachtet werden, dass der Kommandant der Ophelia, Dr. Pfeiffer, eine Anzahl von Dokumenten und Geheimcodes über Bord warf. Daraufhin wurde die Ophelia von den Briten als Spionageschiff beschlagnahmt und in Huntley umbenannt als Transporter eingesetzt. 1915 wurde der 1912 in Flensburg für die Hamburger Reederei A. Kirsten gebaute Dampfer durch ein deutsches U-Boot versenkt.
Von 1914 bis 1917 war die Meteor Bestandteil der von Harwich aus operierenden Kräfte, die den Ärmelkanal überwachten und den Handelsverkehr zwischen England und dem Kontinent schützten.
Im Januar 1915 führte sie eine Gruppe von Zerstörern, die kurz nach Indienststellung der Harwich Force zugeteilt waren und nahm mit diesen am Gefecht auf der Doggerbank teil. Zu dieser Gruppe, die nach dem Gefecht die 10. Zerstörerflottille bildete, gehörten das Schwesterboot Mastiff, die Miranda und Minos der Yarrow-M-Klasse, die in Clydebank gebauten Milne und Morris der Admiralty-M-Klasse sowie die Mentor der Hawthorn-M-Klasse.
Meteor unter Commander Meade versuchte, die stark beschädigte Blücher zu torpedieren, wurde aber von einem 21-cm-Geschoss gegen 12:20 Uhr im vorderen Kesselraum getroffen. Vier Mann der Meteor starben und der Zerstörer war bewegungsunfähig. Die HMS Liberty der 3. Zerstörerflottille schleppte die Meteor in den Humber ein.
1917 wurde die Meteor zum Minenleger umgebaut und der 20. Flottille unterstellt. Im Mai 1921 wurde sie endgültig ausgemustert und zur Verschrottung verkauft.